# Mahmoud Bayrem Ettounsi
Mahmoud Bayrem Ettounsi (arabe : محمود بيرم التونسي), de son vrai nom Mahmoud Mohamed Mostapha Bayrem Al Hariri, né le 4 mars 1893 à Alexandrie et mort le 5 janvier 1961, est un poète et compositeur égyptien d'origine tunisienne.
Bayram forme avec son compagnon, le musicien Zakaria Ahmed, un tandem au service de la chanteuse Oum Kalthoum et écrit les paroles de près de 500 chansons. Il est auparavant exilé d'Égypte par les Britanniques en raison de sa poésie nationaliste.

## Biographie
Le grand-père paternel de Bayrem Ettounsi était tunisien et avait émigré en Égypte en 1833. Quant à sa mère, elle était égyptienne de pure souche. Bayrem Ettounsi est éduqué dans des médersas mais la mort de son père, alors qu'il n'a que 14 ans le décide à arrêter ses études alors qu'il est en troisième année primaire. Dans le même temps, il s'initie à l'art de la poésie en écoutant des présentations orales sous la forme de zadjals. En 1919, année de la première Révolution égyptienne, il commence à publier ses poèmes. Il publie aussi en semi-clandestinité les magazine Al Massalla et Al Khazouk.
Ces ballades satiriques, basées sur la forme traditionnelle du zadjal, sont critiques à la fois de l'occupation britannique et de la monarchie égyptienne qu'il assimile à une marionnette, ce qui conduit à son exil d'Égypte. La décision est prise le 25 août 1920 en raison de la composition d'un poème en arabe dialectal intitulé Al qaraâ assoltani (Le matraquage du sultan) où il porte atteinte à l'honneur du roi Fouad et de la reine Nazali en mettant en cause la paternité du prince Farouk né le 11 février de la même année. Durant 18 années, il vit dans « la pauvreté, la misère matérielle et spirituelle ». Après un bref séjour en Tunisie, il part en France où, entre Paris et Lyon, il survit en travaillant dans plusieurs usines même si ses revenus ne lui permettent pas de manger à sa faim. En 1932, il est expulsé vers la Tunisie dans le cadre de renvois d'étrangers puis se rend en Syrie et au Liban. Toutefois, les autorités coloniales françaises l'expulsent à nouveau en raison de ses poèmes critiquant leur présence. Après un séjour dans un pays africain, il revient en Égypte en 1938 : il monte dans un bateau en passager clandestin pour arriver à Port-Saïd d'où il prend le premier train pour Le Caire. À la nouvelle de son retour au pays, ses amis dont le poète Kamel Chenaoui prient le nouveau roi Farouk de lui accorder sa clémence.
Amnistié par le souverain (séduit par ses écrits), il poursuit la publication de poèmes à caractère politique et obtient la nationalité égyptienne. Il travaille ensuite dans les journaux Al Misri puis Al Joumhouriya et compose plus tard pour la chanteuse Oum Kalthoum. En 1960, il se voit décoré par le président Gamal Abdel Nasser. Atteint d'asthme, il meurt le 5 janvier 1961 à l'âge de 67 ans, léguant à sa famille des droits d'auteur évalués à environ 22 000 livres par an.

## Héritage
Le philosophe Abbas Mahmoud Al-Akkad a parlé de Bayrem Ettounsi comme « d'un génie, d'une source intarissable des arts populaires, en composition, en chant et en interprétation. C'est en fait toute une troupe que résume et incarne une seule personne : Bayrem ». En plus du zadjal, dont Bayrem Ettounsi est considéré comme un maître, il a écrit tous les genres poétiques imaginables, y compris le chant patriotique dans l'opérette Cheherazade. Il était également prolifique dans le maqâma qu'il privilégie dans la plupart de ses publications ultérieures.
Bayrem Ettounsi forgea le terme d'Adab al-iscrif (littérature du sauvetage) pour décrire « le rejet réussi des menaces extérieures, la réorientation et la redistribution du pouvoir dans la société et la construction d'une nation forte et indépendante ». Il composera Bissat errih, le premier chant appelant à l'unité arabe.
Parmi ceux qui ont été influencés par Bayrem Ettounsi figurent Salah Jahin (en) et Ahmed Fouad Najm. Bayrem Ettounsi voit son portrait être apposé sur un timbre émis par la Poste tunisienne pour le 30e anniversaire de sa mort en 1991.